# Fernand de Jonghe d'Ardoye
Fernand Louis Ghislain Marie Joseph de Jonghe d'Ardoye (Brussel, 18 februari 1850 - Sint-Gillis, 30 april 1925) was een Belgisch volksvertegenwoordiger en senator.

## Biografie

### Familie
Burggraaf Fernand de Jonghe d'Ardoye was een telg uit de familie de Jonghe d'Ardoye. Hij was een kleinzoon van burggraaf Auguste de Jonghe d'Ardoye, lid van de Provinciale Staten van Oost-Vlaanderen, lid van het Nationaal Congres en senator, en een zoon van burggraaf Théodore de Jonghe d'Ardoye (1818-1853) en Césarine Hubert d'Humières (1822-1881). Hij was een neef van burggraaf Louis de Jonghe d'Ardoye, diplomaat en minister van Staat.
Hij trouwde in 1874 in Mechelen met Juliette Lebrum de Miraumont (1856-1931). Ze kregen vijf zoons en drie dochters.
- Théodore de Jonghe d'Ardoye (1874-1965), burgerlijk ingenieur, trouwde in 1908 in Brussel met gravin Marguerite d'Arschot Schoonhoven (1879-1926), kleindochter van graaf Guillaume d'Arschot Schoonhoven. Ze kregen vijf zoons en drie dochters, met afstammelingen tot heden. Hij hertrouwde in 1928 in Parijs met Anne de Pechpeyrou de Comminges de Guitaut (1892-1931) en in 1932 in Parijs met haar nicht Solange de Pechpeyrou de Comminges de Guitaut (1880-1957). Beide huwelijken bleven kinderloos.
- Jean de Jonghe d'Ardoye (1877-1919), advocaat, gemeenteraadslid van Halle en volksvertegenwoordiger, trouwde in 1902 in Halle met Isabelle t'Serstevens (1878-1961). Ze kregen drie zoons en vijf dochters, met afstammelingen tot heden.
- Clotilde de Jonghe d'Ardoye (1879-1959), trouwde in 1900 in Sint-Gillis met Paul de Halloy (1873-1914), provincieraadslid. Ze kregen twee zoons en twee dochters, met afstammelingen tot heden.
- Édouard de Jonghe d'Ardoye (1884-1941), trouwde in 1910 in Tunis met Eugénie Ali (1881-1934). Ze kregen een zoon, met afstammelingen tot heden.
- Etienne de Jonghe d'Ardoye (1885-1963), luitenant-generaal, trouwde in 1914 in Brussel met jkvr. Marie-Louise de Prelle de la Nieppe (1893-1948), dochter van jhr. Charles de Prelle de la Nieppe, procureur-generaal bij het hof van beroep in Brussel. Hij hertrouwde in 1949 in Sint-Pieters-Woluwe met Simone van der Gracht d'Eeghem (1892-1970), dochter van baron Edgard van der Gracht d'Eeghem, arrondissementscommissaris van Roeselare-Tielt en inspecteur-generaal bij het ministerie van Economische Zaken. Beide huwelijken bleven kinderloos.
- Georges de Jonghe d'Ardoye (1887-1961), missionaris in China en apostolisch diplomaat.

### Loopbaan
De Jonghe d'Ardoye werd in 1878 verkozen tot katholiek volksvertegenwoordiger voor het arrondissement Roeselare en vervulde dit mandaat tot in 1900. Onmiddellijk daarop werd hij verkozen tot senator voor hetzelfde arrondissement en bleef dit tot in november 1919. 
In 1895 was hij lid van de Commissie van XXI die de overdracht van Congo aan België onderzocht.